# Morchella elata
Morchella elata és una espècie de fong ascomicot de l'ordre dels pezizals (Pezizales), família Morchellaceae. És una de les nombroses espècies de bolets comunament conegudes com a múrgoles negres; fins al 2012 el nom M. elata es va aplicar àmpliament a les múrgoles negres a tot el món. Com la major part dels membres del gènere, M. elata és un bolet comestible popular i és recercat per molts boletaires.

## Taxonomia i filogènia
Els cossos fructífers de les espècies de Morchella, incloent M. lata, són altament polimòrfics en aparença, mostren variacions en forma, color i grandària; això ha contribuït a les incerteses tocant a la taxonomia. La discriminació entre les diverses espècies es complica per la incertitud sobre quins són les espècies realment diferents del punt de vista biològic. Els boletaires s'hi refereixen per la color, puix que les espècies són molt similars en aparença i varien considerablement dins de les espècies i l'edat de l'individu.
Les primeres anàlisis filogenètiques van sostenir a la hipòtesi que el gènere comprèn tan sols algunes escasses espècies amb una considerable variació fenotípica. Ara bé, treballs més recents d'ADN han revelat més d'una dotzena de grups diferents de múrgoles a Amèrica del Nord i més de 60 a tot el món. Un extens estudi d'ADN va mostrar tres clades discrets, o grups genètics, consistents en les múrgoles negres (Morchella elata i unes altres), les múrgoles grogues (Morchella esculenta i unes altres), i les múrgoles blanques (Morchella rufobrunnea i Morchella anatolica). Les espècies del clade Elata (també anomenades Distants), es caracteritzen per l'enfosquiment gradual de llurs crestes estèrils en arribar a la maduresa, amb l'excepció de Morchella tridentina (=Morchella frustrata), que té crestes persistentment pàl·lides. Dins dels clades negre i groc, hi ha dotzenes d'espècies individuals, moltes endèmiques d'un sol continent o regió. Aquesta visió rica en espècies se sosté en estudis a Amèrica del Nord, Europa occidental, Turquia, Israel, l'Himàlaia i la Xina.
El nom científic Morchella elata va ser proposat per Elias Magnus Fries d'Europa en 1822. L'anàlisi d'ADN el 2011 ha demostrat que les múrgoles negres nord-americanes són molt diferents de les espècies europees, per la qual cosa l'ús del nom M. elata es limita a Europa. El 2012, Kuo et al. van fornir noms per a moltes de les múrgoles negres nord-americanes que podrien haver estat denominades M. elata en el passat. Tot i això, en un estudi posterior de Richard i altres (2014) que proposa una taxonomia unificada per al gènere, se suggereix que la descripció original de Fries de Morchella elata pot correspondre al llinatge filogenètic Mel-10, que d'aleshores ençà s'ha descrit a Amèrica del Nord com a Morchella importuna, però que posteriorment es va demostrar que tenia una distribució transcontinental generalitzada.
Les múrgoles negres nord-americanes són en gran manera diferents de les espècies europees, per la qual cosa l'ús del nom M. elata es limita a Europa. En 2012, Kuo et al. van fornir noms per a moltes de les múrgoles negres nord-americanes que podrien haver estat denominades M. elata en el passat. No obstant això, en un estudi posterior de Richard i uns altres (2014) que proposa una taxonomia unificada per al gènere, se suggereix que la descripció original de Fries de Morchella elata pot correspondre al llinatge filogenètic Mel-10, que des de llavors s'ha descrit a l'Amèrica del Nord com Morchella importuna, però que posteriorment es va demostrar que tenia una distribució transcontinental generalitzada.

La varietat M. elata var. purpurescens, caracteritzada pels matisos de color porpra o rosa dels seus ascocàrpods, es considera ara que pertany filogenèticament a un altre llinatge (Richard et al. 2014).
|  | Est d'Amèrica del nord - M. angusticeps - M. septentrionalis | Oest d'Amèrica del nord - M. brunnea - M. capitata - M. importuna - M. septimelata | - M. sextelata - M. snyderi - M. tomentosa |

## Descripció

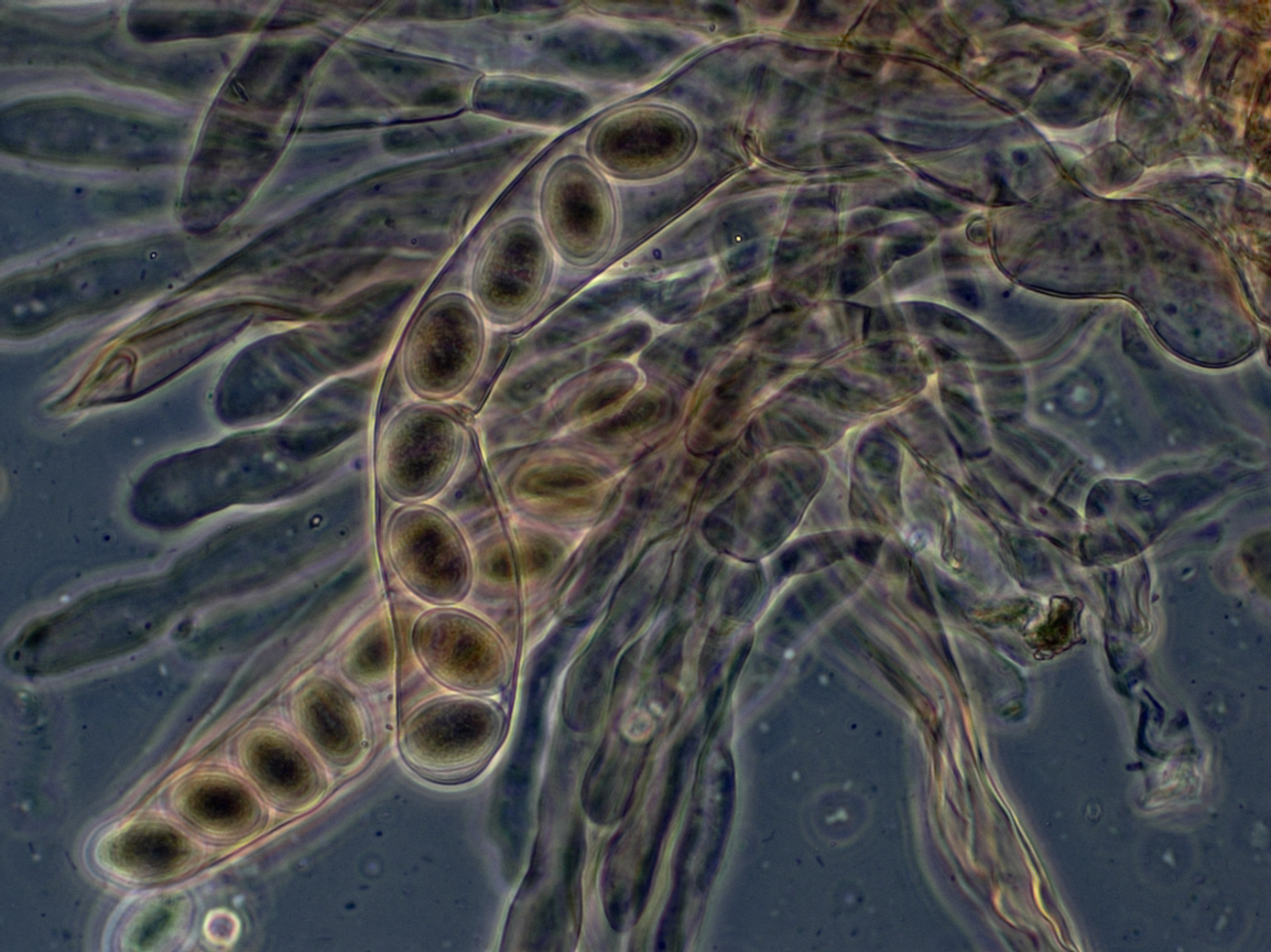
Morchella vista amb un microscopi de contrast de fase

La Morchella elata té arcs operculats (és a dir, arcs que s'obren per una tapa apical per a descarregar les espores). A més té ascòspores hialines unicel·lulars amb gotes d'oli polar.
Malgrat al llarg dels anys hi ha hagut moltes interpretacions de M. elata, la majoria dels autors s'acorden en el fet que el concepte original de Fries es refereix a una espècie amb ascocards cònics foscos i crestes verticals més o menys paral·leles, amb crestes horitzontals d'interconnexió disposades en forma d'"escala".
És una espècie comestible, encara que com altres múrgoles, algunes persones hi poden ser al·lèrgics. Ha de ser cuinada abans de ser menjar-se.

## Ecologia i distribució

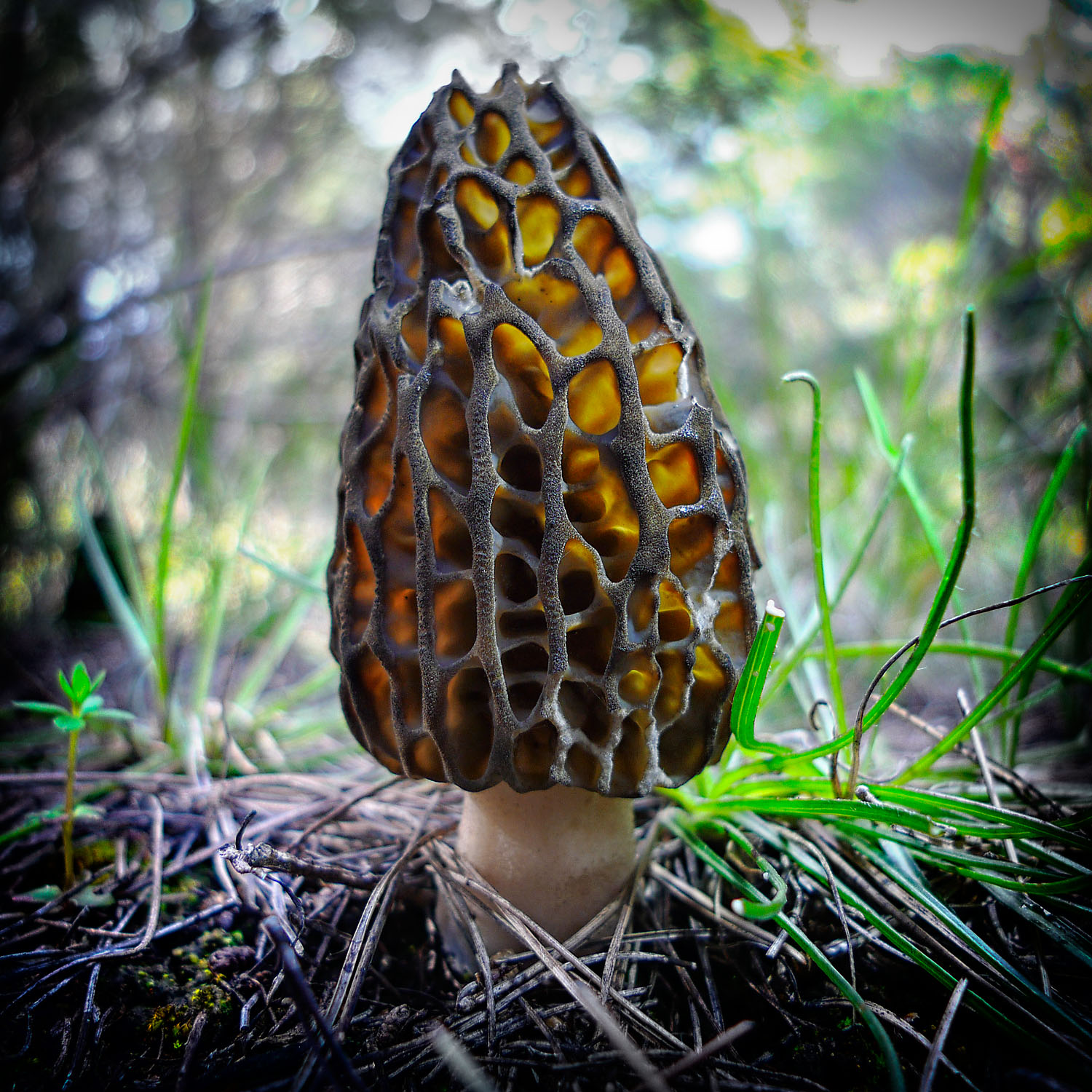
Morchela elata var. purpurascens, Muntanya Parnitha

Morchella elata fructifica durant la primavera en el sòl. La descripció original de Fries, que es basava en una collita en un bosc d'avets de Suècia, la qualificava d'estranya: "In silvis abiegnis, praecipue locis humidis adustis, raro". No obstant això, atès que la veritable identitat de M. elata encara no s'ha totalment aclarit, les seves preferències ecològiques exactes i la seva distribució continuen de no ser clares.

## Toxicitat
Les múrgoles contenen petites quantitats de toxines d'hidracina o una toxina desconeguda que es destrueixen amb la cocció, (la presència d'hidracina és discutida puix que no hi ha referències primàries que s'hagi detectat hidracina en l'espècie), per la qual cosa les múrgoles mai no s'han de menjar crues S'ha informat que fins i tot les múrgoles cuites de vegades poden causar símptomes lleus d'intoxicació quan es consumeixen amb alcohol.